# حياتي (سيرة بيل كلينتون)

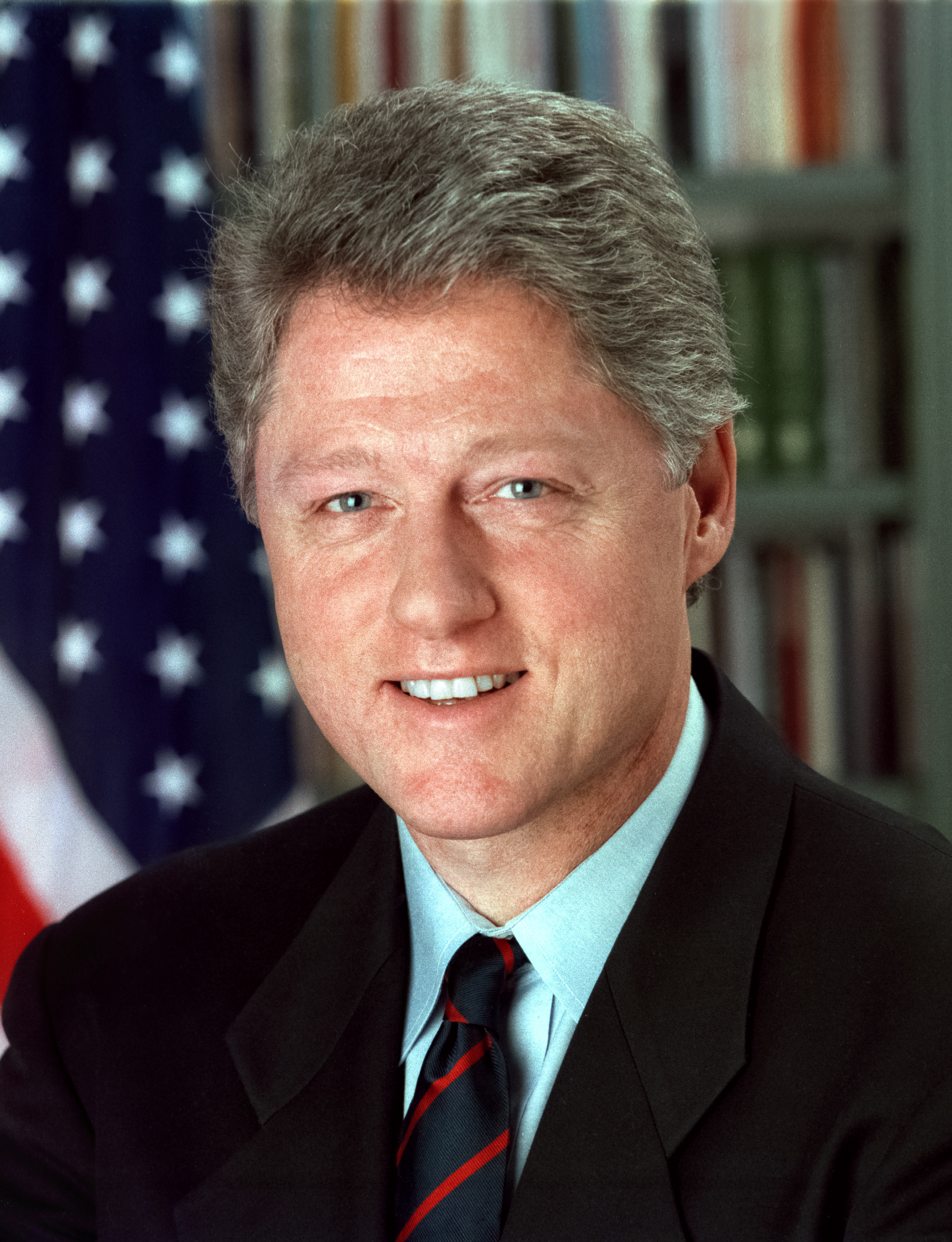
بيل كلينتون

حياتي (بالإنجليزية: My Life) هو كتاب سيرة ذاتية لرئيس الولايات المتحدة الأسبق بيل كلينتون، الذي غادر المكتب البيضاوي بعد انتهاء فترته الثانية بتاريخ 20 يناير عام 2001. نُشِرَ الكتاب يوم 22 يونيو عام 2004 من قبل دار نشر راندوم هاوس ليتصدر مباشرة حينها قائمة الكتب الأكثر مبيعاً. بيع من الكتاب أكثر من 2,250,000 نسخة ليجني كلينتون أرباحاً بلغت الخمسة عشر مليون دولار (وهي في عام 2017 تعادل 19 مليون دولار) ليصبح بذلك أكثر من حصل على ريع بيع كتب.

## الملخص والموضوع
غطى كلينتون في كتابه «حياتي» كل جوانب حياته تقريباً بدايةً من المراحل الأولى من حياته في مدينة هوب بولاية أركنساس جنوبي الولايات المتحدة، وانتقاله مع عائلته إلى هت سبرينغز في أركنساس حيث التحق بالمدرسة وتعلم العزف على الساكسفون. ثم يذكر بدايته في العمل العام واهتمامه بالسياسة في المرحلة الجامعية التي بدأها بترشحة لمنصب محافظ أركنساس ليكون هو أصغر محافظ في تاريخ الولايات المتحدة (علَّق كلينتون بعد خسارته الفترة الثانية لمنصب المحافظ بأنه أصبح الآن أصغر محافظ سابق في تاريخ الولايات المتحدة) ليصل سريعا إلى أعلى منصب سياسي ليصبح ثالث أصغر رئيس في تاريخ الولايات المتحدة. لم يغفل كلينتون عن الجانب الاجتماعي في حياته فيذكر أيضاً نوادره مع أصدقائه والمؤثرين في كل فترة من فترات حياته. فيبدأ بسرد أهم القصص التي سمعها من عائلته حينما كان طفلا.
«لا يوجد أي أحد مثالي ولكن أغلب الناس جيدون، فلا يجب علينا الحكم على الأشخاص بالإعتماد على أسوء ما فيهم أو لحظات ضعفهم، فذلك الحكم سيجعل أغلبنا منافقين. إن الحياة ما هي إلا سلسلة من الأيام الجيدة والسيئة ولكن تبقى لحظات الضحك هي الأفضل وأحيانا هي الحل الوحيد لمواجهة الألم.»
علَّق كلينتون بعد خسارته في الجولة الثانية كمحافظ ولاية أركنساس، قائلاً:
«إن النظام يستطيع أن يغير الكثير جدا في الشخص، لا يستطيع أحد هزيمة كل الإهتمامات المحصنه في نفس الوقت، ولكن إذا اعتقد الناس أنك قد توقفت عن السماع لهم، فأنت فشلت.»
في المعارك السياسية يقول كلينتون أن السياسي يجب أن ينتظر هجوم خصمه عليه، ثم يرد بقوة وفي أسرع فترة زمنية ممكنة. مقراً أن أهم أخطاءه السياسية في بداية حياته كانت نتيجة أنه استغرق وقت طويلاً للرد على الهجمات التي استهدفتهُ.

## الكتابة
استغرق كلينتون عامين ونصف في كتابه، أربع أشهر في جمع المحتوى، وكتابه المقدمة، وعامين وشهرين في محتوى الكتاب. محرر الكتاب هو الكاتب جاستين كوبر. الذي قال كلينتون لهُ:
«سأقوم بكتابه بخط اليد، تاركا مسودة على اليسار للأبحاث، وستقوم أنت بالأبحاث، وكتابته على الكمبيوتر وطباعته ثم نقوم سويا بتحريره.»
بينما علق كوبر بعد نشر الكتاب قائلاً:
«أظن أن كل صفحة من صفحات الكتاب قد تم تعديلها من 3 إلى 9 مرات قبل أن نستقر عليها.»
النسخة الأصلية للكتاب مكتوبه بخط كلينتون كاملا.

## الآراء
واجه الكتاب الانتقاد بسبب عدد صفحاته الكبير الذي وصل إلى 1,008 صفحة، سخر المذيع الكوميدي جون ستيوارت من طول الكتاب قائلاً:
«يجب عليّ أن أعترف، لم أكمل الكتاب كاملا، فأنا في صفحة 12,000.»
كما سخر خليفته جورج دبليو بوش قائلا «هذا كتاب مؤلف من 10,000 صفحة.»
نشرت شبكة قنوات تيلي تيكست عام 2007 بحثا عن القراء الإنجليز، وتذكر فيه أن نسبة 30% ممن أشتروا الكتاب أو استعاروه لم يقرأوا الكتاب أو يبدأوا في قراته ناهيك عن الانتهاء منه.
كتب مستشار كلينتون السابق ديك موريس كتاباً بعنوان «لأنه يستطيع» (2004) ينتقد فيه كتاب «حياتي»، ذاكراً فيه المواقف بينه وبين كلينتون والأحداث التي يذكرها كلينتون بدقة كبيرة والاختلافات معه.
نقدت المتدربة في البيت الأبيض وصاحبه أشهر فضيحة جنسية مونيكا لوينسكي الكتاب بشدة قائلةً:
«لقد اعتقدت بأنه سيقوم بتصحيح تصريحه الخاطئ الذي قاله أثناء محاولاته في الحفاظ على الرئاسة.»
بلغ ما جناه كلينتون من مبيعات سيرته الذاتية هذه بحلول شهر أبريل من عام 2008، بالإضافة إلى كتابه الثاني «عطاء: كيف يمكن لكل فرد منا تغير العالم» أكثر من 30 مليون دولار.

## الطبعات
تم تسجيل الكتاب بصوت كلينتون وتم نشره بواسطه راندوم هاوس أوديو ليفوز بجائزة الغرامي لأفضل ألبوم مسجل عام 2005. وكانت هذه هي المرة الثانية الني يحصل فيها كلينتون على تلك الجائزة، ففي فبراير 2004، تشارك كلا من كلينتون ورئيس الإتحاد السوفيتي السابق ميخائيل جورباتشوف والممثلة صوفيا لورين في جائزة أفضل ألبوم مسجل للأطفال حيث كان الثلاثة روائيين في أوركسترا الروسية الدولية بيتر والذئب.

## وصلات خارجية
- الصفحة الرسمية للكتاب